# 1897 год в науке
В 1897 году произошли следующие события в области науки:

## События
- 1 февраля — кольцеобразное солнечное затмение[1].
- 15 мая — в Санкт-Петербурге вышел в свет первый номер журнала «Русское экономическое обозрение» под редакцией М. М. Фёдорова.
- 29 июля — кольцеобразное солнечное затмение[2].
- 9—11 августа — первый Международный конгресс математиков.
- Основан Journal of English and Germanic Philology — научный журнал по истории средневековья.
- В США основана Американская гастроэнтерологическая ассоциация.
- В России основан Каспийский научно-исследовательский институт рыбного хозяйства.
- В Японии основан Киотский университет.
- В Санкт-Петербурге был открыт Первый Санкт-Петербургский государственный медицинский университет имени академика И. П. Павлова.
- В Новой Зеландии основан Университет Виктории в Веллингтоне.
- В Китае открыт Чжэцзянский университет.
- В провинции Трансвааль (ЮАР) Густаф Моленграф[англ.] открыл крупнейшее в мире месторождение платины и хромита, названное позже Бушвелдским комплексом[3].

## Достижения
- 28 января — Рудольф Дизель впервые успешно испытал свой двигатель.
- 29 апреля — английский физик Джозеф Томсон сообщил коллегам об открытии им электрона[4].
- 13 мая — Гульельмо Маркони впервые отправил по беспроводной связи сообщение из Южного Уэльса на остров Флэт Холм[англ.][5].
- 20 августа — Рональд Росс обнаружил малярийные плазмодии у комаров Anopheles[6].
- 10 декабря — Иваном Мещерским была защищена магистерская диссертация в Петербургском Университете, где он исследовал уравнение Мещерского.
- Курт Гензель ввёл p-адические числа.
- Якобусом Каптейном была открыта звезда, имеющая самое большое собственное движение на тот момент.
- Издана книга французского социолога Эмиля Дюркгейма «Самоубийство».
- В России переведена и издана книга французского социолога Рене Вормса «Общественный организм»[7].
- Карл Фердинанд Браун изобрёл электронный (катодный) осциллограф[8].
- Академик И. П. Бородин организовал на озере Бологое (Тверская губ.) Кончезерскую биологическую станцию[9].

## Награды
- Ломоносовская премия: Е. Ф. Будде за работу «К истории великорусских говоров»[10] и Т. Д. Флоринский за сочинение «Лекции по славянскому языкознанию»[11][12]:53—108.
- Медаль Волластона: Уилфред Хадлстон[англ.].
- Медаль Копли: Альберт Кёлликер.

## Родились
- 4 февраля — Людвиг Эрхард, западногерманский экономист и государственный деятель (ум. 1977).
- 1 марта — Константин Чибисов — российский физико-химик (ум. 1988).
- 24 марта — Вильгельм Райх — австрийский и американский психолог, один из основоположников американской школы психоанализа (ум. 1957).
- 14 мая — Роберт Бартини,советский авиаконструктор (ум. 1974).
- 23 мая — Игорь Аничков, советский лингвист (ум. 1978).
- 16 июня — Георг Виттиг, немецкий химик-органик, лауреат Нобелевской премии по химии за 1979; (ум. 1987).
- 19 июня — Сирил Норман Хиншелвуд, британский физико-химик, лауреат Нобелевской премии по химии за 1956 год (ум. 1967).
- 8 октября — Сергей Яковлевич Соколов, советский физик, основатель ультразвуковой дефектоскопии и акустической микроскопии (ум. 1957).
- 9 ноября — Рональд Джордж Рейфорд Норриш, английский физико-химикк, лауреат Нобелевской премии по химии за 1967 год (ум. 1978).

## Скончались
- 9 января — Фёдор Буссе, русский географ-экономист, археолог, этнограф, историк (род. 1838).
- 7 февраля — Алексис Жордан, французский ботаник (род. 1814).
- 16 февраля — Фильгельм Дёллен, российский астроном (род. 1820).
- 19 февраля — Карл Вейерштрасс, немецкий математик (род. 1815).
- 28 февраля — Леон Блюменсток-Хальбан, польский психиатр и педагог, доктор медицины; отец историка Альфреда Хальбана (род. 1838)[13].
- 3 марта — Вильгельм Клатт, немецкий ботаник (род. 1825).
- 4 марта — Густаф Кеннготт, немецкий минералог и педагог (род. 1818).
- 11 марта — Даниель Зандерс, немецкий филолог и лексикограф (род. 1819).
- 17 марта — Виттори Боттего, итальянский путешественник, исследователь Африки (род. 1860).
- 29 марта – Виктор Ларжо, французский путешественник, исследователь Африки
- 5 апреля — Индржих Ванкель, чешский врач, археолог и спелеолог (род. 1821).
- 7 мая — Эйбрахам Ди Бартлетт, британский зоолог, таксидермист (род. 1812).
- 19 мая — Антуан д’Аббади, французский исследователь Эфиопского нагорья (род. 1810).
- 9 июня — Альвар Кларк, американский астроном и изготовитель телескопов (род. 1832).
- 21 июня — Николай Головкинский, геолог-фундаменталист и гидрогеолог (род. 1834).
- 7 августа — Иосиф Готвальд, ориенталист, профессор арабского и персидского языков (род. 1813).
- 12 сентября — Герман Велькер, анатом и антрополог (род. 1822).
- 5 октября — Станислав Данилло, русский психиатр, невропатолог, токсиколог (род. 1849).
- 18 октября — Саломон Андре, шведский инженер, естествоиспытатель, аэронавт, исследователь Арктики (род. 1854).
- 5 ноября — Николаус Клейненберг, немецкий зоолог (род. 1842).
- 27 ноября — Джеймс Бэйтман, британский ботаник, садовод, коллекционер и специалист по орхидеям, один из первых разработчиков культуры орхидей (род. 1811).
- 3 декабря — Фридрих Виннеке, немецкий астроном (род. 1835).
- 6 декабря — Николай Альбов, русский ботанико-географ и путешественник, исследователь Кавказа, Аргентины и Огненной Земли (род. 1866).
- Захар Вулих, русский педагог-математик (род. 1844).
- Жозеф Дюлак, французский ботаник и аббат (род. 1827).